# Рябиновское сельское поселение (Кумёнский район)
Рябиновское сельское поселение  — муниципальное образование в составе Кумёнского района Кировской области России, существовавшее в 2006 — 2012 годах.
Центр — село Рябиново.

## История
Рябиновское сельское поселение образовано 1 января 2006 года согласно Закону Кировской области от 07.12.2004 № 284-ЗО.
Законом Кировской области от 28 апреля 2012 года № 141-ЗО Рябиновское сельское поселение было упразднено, все населённые пункты переданы в состав Кумёнского сельского поселения.

## Состав
В состав поселения входили 4 населённых пункта:
- село Рябиново
- деревня Аникинцы
- село Лутошкино
- деревня Нагоряна